# Grande Hino a Aton

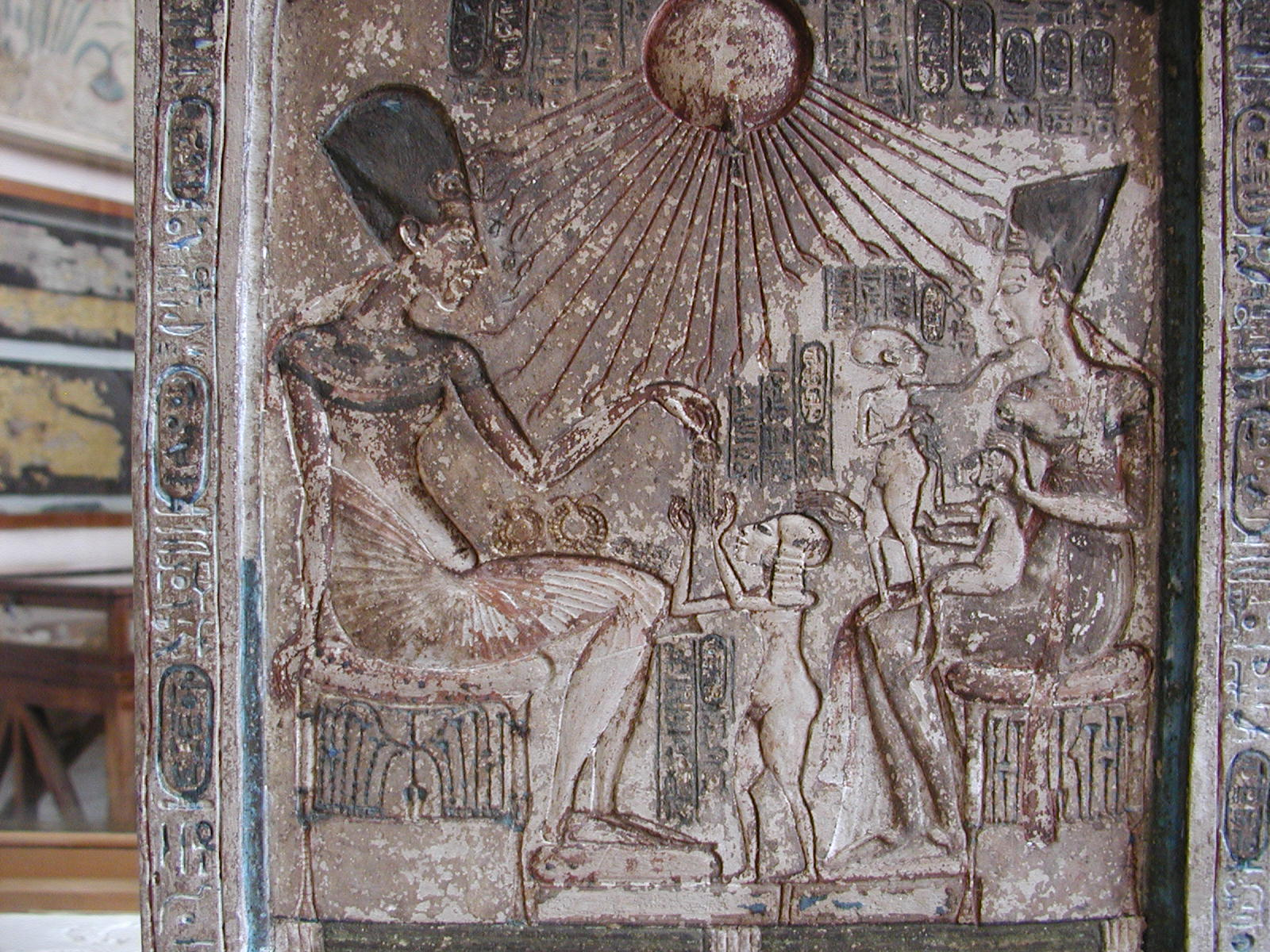
Aquenáton, Nefertiti e as filhas do casal recebem os raios de Aton. Museu Egípcio do Cairo

O Grande Hino a Aton é um texto religioso do Antigo Egito cuja autoria é atribuída ao faraó do Império Novo Amen-hotep IV, mais conhecido pelo nome de Aquenáton, que governou o Egito entre 1351 e 1334 AEC (segundo o egiptólogo alemão Jürgen von Beckerath).
Foi gravado no túmulo de Ai, um alto funcionário do soberano que chegou a ser rei, sucedendo a Tutancâmon. Este túmulo, situado numa montanha a oriente de Amarna, não foi utilizado por Ai que acabou por ser sepultado em Tebas (na necrópole do Vale dos Reis). Foi disposto em treze colunas verticais de hieróglifos, acompanhado por uma representação de Ai e da sua esposa, Tié. As inscrições encontram-se danificadas devido ao vandalismo exercido sobre estas em 1890. 
Em cinco outros túmulos de Amarna existem composições dedicadas a Aton ou a Aton e ao rei que devido às suas semelhanças se acredita serem oriundas duma mesma fonte. 
É o principal documento para o estudo das concepções religiosas desenvolvidas por Aquenáton, as quais são por vezes designadas sob o termo de "atonismo", dado o deus Aton ocupar nelas o papel principal. É provável que o hino fosse utilizado em celebrações religiosas. 
A composição gira em torno de três figuras: Ré-Horakhti na sua manifestação de Aton, Aquenáton e Nefertiti. Aton é apresentado como o criador dos seres e das coisas, que protege, sendo Aquenáton o único ser humano que tem acesso ao deus.
Tem sido apontadas as semelhanças entre o hino e o Salmo 104 da Bíblia, o que para alguns sugere uma relação entre o monoteísmo de Aquenáton e o monoteísmo abraâmico, que surgiu cerca de 1800 AEC. Porém, hoje em dia sugere-se que as semelhanças são oriundas do mesmo substrato cultural do Médio Oriente. Muito mais do que um monoteísmo, as concepções religiosas de Aquenáton seriam um henoteísmo exacerbado.
Para além disso, o hino não é completamente original, dado que alguns elementos presentes já se encontram em composições anteriores, como nos Textos dos Sarcófagos e num hino a Amon que se encontra no Papiro Bulaq 17. No entanto, o hino é considerado como uma bela manifestação literária deste período.
Eis algumas linhas deste hino:

Quando te levantas, belo, no horizonte do céu,
Ó Aton vivo, aquele que deu início à vida, 
Quando brilhas no horizonte do Oriente,
Enches todas as terras com a tua perfeição.
Tu és belo, grande, refulgente,
Elevado acima de todas as terras.
Teus raios cingem as terras
até aos confins de tua criação.
Em tua qualidade de Sol,
Atinges os seus confins
e os submetes ao teu filho amado.
Embora estejas longe, 
teus raios chegam à terra
e a todos acariciam-lhes as faces.
Inumeráveis são as tuas obras,
Mas ocultas à vista,
Ó Deus único sem igual! 
Criaste, sozinho, a terra
segundo tua resolução,
Assim como os humanos,
Todos os animais maiores e menores,
Tudo o que vive sobre a terra
e caminha sobre patas,
Os que estão no alto e voam com asas,
As terras da Síria e de Cuxe,
E a terra do Egito.
Tu colocas cada homem em seu lugar
e crias o que lhe é necessário:
Cada um dispõe de seu alimento
e o seu tempo de vida está exatamente calculado;
As línguas são diferentes,
Pois distingues os povos estrangeiros
Tu estás em meu coração
 e não há outro que te conheça,
Com excepção de teu filho Neferkheperura Uaenra:
Fizeste com que ele esteja instruído
 em teus desígnios e em teu poder.
 A terra vem à existência por obra tua,
Já que crias as pessoas.
Quando te levantas, elas vivem;
Quando repousas, morrem.
És tu o tempo de vida em ti mesmo:
Vive-se por meio de ti.
Os olhos estão fitos em tua perfeição
 até que te deitas.
Todos os trabalhos são interrompidos
 quando repousas no Oeste.
— Hino a Aton; tradução adaptada de Ciro Flamarion Cardoso